# Haftung des Abschlussprüfers
Die Haftung des Abschlussprüfers ist die Konkretisierung der Verpflichtung zum Schadensersatz bei schuldhaftem, also leicht oder grob fahrlässigem Verhaltens des Wirtschaftsprüfers oder auch im (seltenen) Fall von Vorsatz des Prüfers bei einer Pflichtverletzung im Rahmen der gesetzlichen Jahresabschlussprüfung.

## Problemstellung
Die Prüfung des Jahresabschlusses durch einen Wirtschaftsprüfer und insbesondere die Erteilung eines uneingeschränkten Bestätigungsvermerks ist eine wesentliche Basis der Entscheidungen der Kreditgeber, der Aktionäre sowie der Hauptversammlung bei der Entlastung des Vorstandes.
Fehler bei der Prüfung des Jahresabschlusses haben daher weitreichende Folgen für die genannten Personenkreise. Auch für das Vertrauen der Marktteilnehmer in die Verlässlichkeit der Jahresabschlüsse allgemein ist die Prüfung sehr wichtig. Ohne eine vertrauenswürdige Abschlussprüfung funktionieren Märkte nur mit erheblichen Risiko-Abschlägen der Teilnehmer. Die Abschlussprüfung, wenn ihr vertraut wird, reduziert für alle Marktteilnehmer Transaktionskosten.
Selbstverständlich sind Wirtschaftsprüfer nicht in der Lage, für eine objektive Richtigkeit der Abschlüsse zu haften. Sie können nur dann haften, wenn sie bei der Prüfung eigene Fehler machen und deswegen Schäden entstehen. Werden den Prüfern wesentliche Informationen durch das Unternehmen vorenthalten oder Sachverhalte falsch dargestellt, so ist möglich, dass objektiv falsche Jahresabschlüsse lange Zeit unentdeckt bleiben.
Praktisch bestehen Anreize zur vorsätzlichen Fälschung von Jahresabschlüssen durch Vorstands- oder Geschäftsleitungsmitglieder meist in die Richtung einer Erhöhung der ausgewiesenen Gewinne. Dafür können Anreize (Bonizahlungen) oder auch persönlicher Ehrgeiz der Handelnden einen Beitrag leisten. Die sorgfältige Abschlussprüfung durch Experten soll diese Risiken verringern.

## Haftung des Prüfers nur bei eigener Pflichtverletzung des Prüfers
Konkret droht dem Wirtschaftsprüfer eine Haftung, wenn schuldhaft, also leicht oder grob fahrlässig (oder - selten - vorsätzlich) gegen die Grundsätze ordnungsgemäßer Prüfung verstoßen wird.
Wenn deswegen Fehler im Jahresabschluss unentdeckt bleiben, können Schäden entstehen. In der Folge droht dem Prüfer die Haftung auf Schadensersatz.

## Haftungsrelevante Schäden
Alleine durch einen Fehler bei der Prüfung wird das geprüfte Unternehmen nicht unmittelbar „reicher“ oder „ärmer“, es erleidet damit unmittelbar also noch keinen Schaden.
Hingegen entstehen Schäden aber oft in Folge des fehlerhaften Jahresabschlusses:
- So z. B. wenn Geld der Gesellschaft an Aktionäre ausgeschüttet wird und es nicht mehr zurückgefordert werden kann.
- Ebenso, wenn in Folge einer spät entdeckten Bilanzfälschung Kosten für Berater und Sonderprüfungen entstehen.
- Mitarbeiter erhalten aufgrund der (tatsächlich nicht vorhandenen) Gewinne Prämienzahlungen, die nach Entdecken der tatsächlichen Lage nicht mehr zurückgefordert werden können.
- In manchen Fällen leisten Unternehmen auf tatsächlich nicht vorhandene, im Jahresabschluss aber falsch ausgewiesene, Gewinne, Steuern. Diese können nicht immer später zurückgefordert werden. Auch dann liegt also ein Schaden der Gesellschaft vor.

Den Entwurf des Jahresabschlusses erstellt der Vorstand bzw. die Geschäftsführung der geprüften Gesellschaft. In allen vorangehenden Fällen ist nicht dem Prüfer vorzuwerfen, dass der ursprüngliche Entwurf falsch war. Vorwerfbar kann dem Prüfer nur sein, dass wegen seiner Pflichtverletzung ein Fehler nicht entdeckt wurde und der Gesellschaft weitere Nachteile drohen.
Insbesondere ist bei unentdeckten Fehlern ein Risiko gegeben, dass die handelnden Personen, mangels Aufdeckung, weiter agieren, häufig mit zunehmender krimineller Energie.
Neben Schäden, die dem geprüften Unternehmen als Auftraggeber und Vertragspartner des Abschlussprüfers entstehen, können auch bei Drittparteien Schäden entstehen. Dies ist zum Beispiel der Fall, wenn Banken auf Basis der geprüften Jahresabschlüsse Kredite vergeben, die sie bei Kenntnis der tatsächlichen Finanz- und Ertragslage nicht gegeben hätten, und es zu Kreditausfällen kommt. Weiterhin können Aktionäre Schäden erleiden, wenn sie auf Basis der geprüften fehlerhaften Jahresabschlüsse Anlageentscheidungen treffen.

## Schadenssummen
Schadenssummen können extrem hohe Werte haben, wenn die Prüfer fundamental gegen ihre Prüfpflichten verstoßen haben.
Kleinere Unachtsamkeiten des Prüfers lösen meist keine großen Schäden aus. Denn wenn eine kleine Forderung in Wahrheit z. B. nicht besteht, ist der Verlust dadurch auch nicht groß. Hingegen ist bei sehr großen Bilanzpositionen der geprüften Gesellschaft deswegen weltweit anerkannt, dass die Prüfer diese sehr genau überprüfen müssen. Wenn also z. B. im Jahresabschluss Barbestände in Höhe hunderter Millionen ausgewiesen sind, müssen diese ganz genau geprüft werden. Wird dabei nicht ordentlich geprüft, können die Schäden tatsächlich sehr hoch sein. Insoweit wird im Schrifttum darauf hingewiesen, dass typischerweise der Prüfer fast nie wegen der „kleinen“ Prüfungsfehler ein Risiko uferloser Haftung erlebt. Meist sind es die fundamentalen Prüfungsfehler, die zu großen Schäden führen und für die später eine hohe Haftung auf Schadensersatz droht.

## Haftungsgrenzen
In einigen Ländern besteht eine gesetzliche Begrenzung der Haftung für Abschlussprüfer, ganz überwiegend haften Abschlussprüfer jedoch unbegrenzt. In der EU gibt es eine Haftungsbegrenzung konkret für Fahrlässigkeit bei der gesetzlichen Abschlussprüfung in Österreich, Belgien, Deutschland, Griechenland und Slowenien. Kaum irgendwo ist die gesetzliche Haftungsgrenze für den Berufsstand der Wirtschaftsprüfer so privilegierend wie in Deutschland.
Eine Empfehlung 2008/473/EG der Europäischen Kommission vom 5. Juni 2008 hatte den EU-Mitgliedstaaten nahegelegt, Haftungsbegrenzungen in irgendeiner der verschiedenen Formen einzuführen. Die Vorschläge waren in Fachkreisen höchst umstritten. In der EU gibt es eine Haftungsbegrenzung konkret für Fahrlässigkeit bei der gesetzlichen Abschlussprüfung in Österreich, Belgien, Deutschland, Griechenland und Slowenien.
Das wurde aber von den späteren Europäischen Kommissionen nicht weiter verfolgt, weil dieser Ansatz rechtspolitisch wohl keine ausreichende Unterstützung erhielt. Auch in den EU-Mitgliedsstaaten war keine Reaktion auf die Empfehlung zu beobachten. Ein pikantes Detail zur damaligen Empfehlung war, dass der dafür zuständige EU-Kommissar vor der politischen Karriere selbst dem betroffenen Berufsstand, den die Haftungsbegrenzung schützen sollte, angehörte (als chartered accountant - siehe Charlie McCreevy).
Die Empfehlung der EU-Kommission aus 2008 kann jedenfalls mittlerweile als überholt angesehen werden. Sie wird auch in absehbarer Zukunft kaum zu neuen gesetzlichen Regelungen führen, die die Haftung der Prüfer beschränken.
In sehr vielen Ländern, so auch in Deutschland, besteht hingegen für Abschlussprüfer eine Pflicht zum Abschluss einer Haftpflichtversicherung.

## Beispiele
Im Jahr 2002 brach der US-Konzern Enron zusammen. In der Folge ergab sich, dass umfangreiche Bilanzfälschungen die wahre Lage des Unternehmens verschleiert hatten. Die zuständige Wirtschaftsprüfungsgesellschaft Arthur Andersen zahlte in einem Vergleich 40 Mio. € und musste den Betrieb einstellen. Dieser Vorgang führte zu einem allgemeinen Misstrauen in die Qualität der Abschlussprüfung (Enronitis) und zum Sarbanes-Oxley Act, mit dem die US-Regierung das Vertrauen wiederherstellen wollte.
Besonders in England haben in den vergangenen Jahren Bilanzskandale das Vertrauen in die Zuverlässigkeit der Abschlussprüfung erschüttert. Dies betraf z. B. die Fälle Carillon, BHS, Thomas Cook.
Auch in Deutschland wird seit dem Fall Wirecard erneut über die Zuverlässigkeit der gesetzlichen Abschlussprüfung diskutiert.

## Rechtslage in Deutschland
In Deutschland ist die Haftung des Wirtschaftsprüfers in § 323 HGB geregelt. Hieraus ergibt sich eine gesetzliche Begrenzung der Haftung. Das ist im deutschen Recht ungewöhnlich und bildet einen Bruch mit den sonst etablierten Grundsätzen der Vertrags- und Deliktshaftung des BGB (gesetzliche Grenzen kommen vor, üblicherweise aber nur bei der Gefährdungshaftung). In der Tat hat kein anderer Berufsstand ein vergleichbares gesetzliches Privileg errungen. Auch aus diesem Grund ist die Haftungsgrenze rechtspolitisch seit langem umstritten.
Konkret sieht § 323 Abs. 2 HGB eine Beschränkung der Haftung von Prüfern, den an der Prüfung mitwirkenden gesetzlichen Vertretern einer Prüfungsgesellschaft sowie den Gehilfen des Prüfers auf 1,5 Millionen Euro vor, wenn die ersatzpflichtige Person fahrlässig gehandelt hat. Bei der Prüfung von Kapitalgesellschaften, die ein Unternehmen von öffentlichem Interesse sind, erhöht sich diese Haftungsgrenze auf 4 oder 16 Millionen Euro durch fahrlässiges Handeln. Bei Vorsatz oder grob fahrlässigen Handlungen erhöht sich das Strafausmaß für Kapitalgesellschaften auf 12 Millionen Euro, für Unternehmen von öffentlichem Interesse auf 32 Millionen Euro bzw. eine unbegrenzte Schadenssumme. 

## Haftungsgrenzen in der Kritik
Die Haftungsgrenze ist aus mehreren weiteren Gründen höchst umstritten (siehe Merkt in Baumbach/Hopt, HGB § 323 Rn 9). Zwar besteht sie seit der Einführung der gesetzlichen Abschlussprüfung im Jahre 1931. Immerhin wurden auch die Beträge mehrfach nach oben, sehr maßvoll, korrigiert: Ursprünglich lag die Grenze bei 100.000 Reichsmark, in der jüngeren Vergangenheit wurde sie 1998 durch das KonTraG und zuletzt 2021 durch das Finanzmarktintegritätsstärkungsgesetz (FISG) verändert. Mit der Anhebung der Haftungssumme soll aufgrund der verschärften Sanktionsandrohung das der Abschlussprüfung entgegengebrachte Vertrauen gefestigt werden. Die Anhebung der Haftungsgrenzen im Rahmen des FISG ist als Reaktion des Gesetzgebers auf den Fall Wirecard zu verstehen.
Heftig kritisiert wird die Grenze in Fachkreisen vor allem wegen der unzureichenden Höhe. Diese ist tatsächlich unverhältnismäßig niedrig. Verschärft wird das Problem durch die stets gestiegene Bedeutung der Abschlussprüfung. In einer modernen Kreditwirtschaft und in Kapitalmärkten erscheint sie mehr denn je in den aktuellen Dimensionen schwer zu rechtfertigen. Ein weiterer Aspekt ist, dass die Ansprüche der Geschädigten bei dieser niedrigen Höhe in der gesetzlichen Abwägung unsachlich stark beschnitten sind. Außerdem reduziert die niedrige Grenze Anreize für eine sorgfältige Prüfung.
Interessant und auffällig ist auch, dass viele andere europäische Rechtsordnungen keine gesetzlichen Grenzen für die Abschlussprüferhaftung kennen (z. B. England). In anderen liegen die Grenzen höher. Das ist besonders bemerkenswert, weil dort meist auch die geprüften Unternehmen deutlich kleiner sind als durchschnittliche deutsche Unternehmen (so z. B. in Österreich, wo die Grenzen je nach Größe der geprüften Gesellschaft in mehreren Stufen zwischen Euro 2 Mio. und 18 Mio. liegen). Umso unangemessener wirken im Verhältnis die deutschen Grenzen des § 323 Abs. 2 HGB bei rechtsvergleichender Betrachtung.